# ریچل رابرتس (مدل)
ریچل رابرتس (به انگلیسی: Rachel Roberts) (زادهٔ ۸ آوریل ۱۹۷۸) بازیگر و مدل کانادایی است. وی در ونکوور، بریتیش کلمبیا زاده شد. از فیلم‌هایی که او در آن بازی کرده است، می‌توان به آستین پاورز: در عضو طلایی، سیمون و میزبان اشاره کرد.